# 朗纳·古斯塔夫松
朗纳·古斯塔夫松（瑞典語：Ragnar Gustavsson，1907年9月28日—1980年5月19日），瑞典男子足球运动员，场上位置是前锋。他曾代表瑞典国家队参加1934年国际足联世界杯，结果队伍获得第八名。